# 性别肯定激素治疗
性别肯定激素治疗（gender-affirming hormone therapy，简称：GAHT），旧称跨性別荷爾蒙治療（transgender hormone therapy，THT），在部分跨性别女性中被以俚语称为“吃糖”。是一种提供给跨性別者或非性別二元者的激素替代疗法（hormone therapy，HRT），藉由摄入性激素或相關激素製劑，讓跨性別者或非二元性別者的第二性徵能更貼近他們的性別認同。一般而言，這種情形下的GAHT會再分為兩種，目的為雄性征化或雌性征化：
- 女性化激素疗法：用於跨性別女性；使用醋酸環丙孕酮等抗雄激素與雌二醇等雌激素。
- 男性化激素疗法：用於跨性別男性；使用如睪酮等雄性激素。

有些间性人可能也会接受GAHT，从童年开始進行以符合他们在出生时的性別指定，或者后来为了使他们的第二性徵与他们的性别认同一致。非二元或性别酷兒的人也可能接受GAHT以达到性激素的理想平衡。

## 要求
开始性别肯定激素治疗的正式要求因地理位置和具体机构的不同而有很大差异。性别肯定激素可以由各种医疗服务提供者开具，包括但不限于初级保健医生、内分泌医生和妇产科医生。
历史上，许多健康中心在开始治疗前都需要进行精神评估和/或由治疗师出具信函。许多中心现在使用知情同意的模式，不需要任何常规的正式精神评估，而是专注于减少护理的障碍，确保一个人能够了解风险、好处、替代方案、未知因素、限制和不治疗的风险。一些LGBT健康组织（特别是芝加哥的霍华德-布朗健康中心和美国计划生育联合会）倡导这种类型的知情同意模式。
跨性别和性别多元人群健康标准要求，寻求性别肯定激素治疗的患者必须由心理健康专家或在跨性别护理领域有资质的激素提供者对其性别不安进行评估。标准还要求患者给予知情同意，换句话说，他们在充分了解相关风险后同意接受治疗。在开始性别肯定激素治疗之前，必须对病人进行评估，以确定是否存在重大的医疗和心理健康问题。如果存在，这些问题必须得到解决并得到合理的控制。
世界跨性别人士健康专业协会（WPATH）的《护理标准》第七版指出，这两种护理方法都是适当的。
在台湾，有跨性別權益倡議團體認為，現行的體制不但對非主流樣貌的跨性別者與相比無家屬支持者不友善，且一切過程皆由醫生自由心證，造成個案更大的經濟與心理負擔。